# Meliphagoidea
Super-famille
Meliphagoidea est une superfamille de passereaux.

## Liste des familles
- Dasyornithidae
- Acanthizidae
- Maluridae
- Meliphagidae
- Pardalotidae